# Gaétan de Thiène
Gaétan de Thiène, (Gaëtan de Thiène en orthographe classique, Cajetanus Thienaeus en latin), né à Vicence en octobre 1480 et mort à Naples le 7 août 1547, est un religieux italien fondateur de l'ordre des Théatins et reconnu saint par l'Église catholique.

## Biographie
Fils de Gaspard, comte de Thiène et de Maria Porto, Gaétan est né à Vicence, qui faisait alors partie de la république de Venise. 
Sa mère, très pieuse, l'encouragea dans la voie de la sainteté.
Comme nombre de jeunes gens de son milieu, il étudie le droit à Padoue et achève ses études à l'âge de 24 ans, en obtenant un diplôme de droit civil et de droit canon.
En 1506, son père le fit entrer dans la diplomatie vénitienne. Il fut envoyé à la cour du pape Jules II, où il travailla à la réconciliation du souverain pontife avec la république de Venise.
La mort de sa mère le rappelle à Vicence, où il fonde un hôpital pour les incurables. Le jeune diplomate est alors tout autant préoccupé par le soin des âmes que par celui des corps.

## L'ordre des Théatins

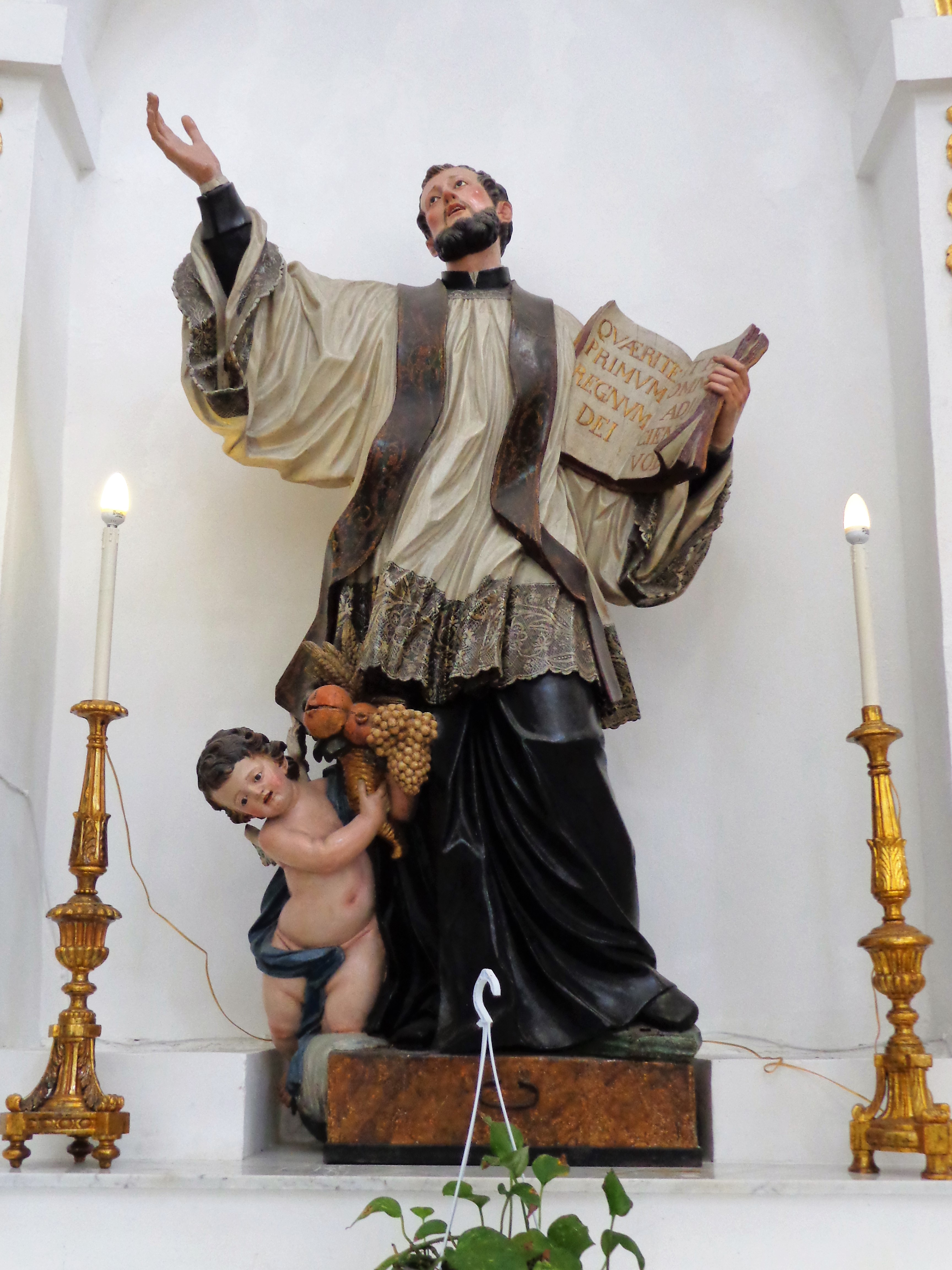
Statue à la cathédrale Saint-Nicolas de Bari, Gangi, Sicile.

Préoccupé par la décadence des élites catholiques dont il a été témoin lors de on séjour Romain, le jeune diplomate Vénète décide de grouper autour de lui des personnes souhaitant partager l'idéal monastique avec un ministère actif. En 1513, la mort du pape Jules II lui permet de quitter la cour pontificale et de créer un Ordre fondé sur ses idéaux qu'il nomme "Oratoire de l'Amour divin". Gaétan est ordonné prêtre en 1516 à l'âge de 36 ans, ce qui, pour l'époque est tardif. 
L'année suivante, au cœur du Saint Empire romain germanique, le frère augustin Martin Luther, tout aussi conscient de la décadence de la cour pontificale et du clergé, publiait 95 thèses qui allaient être à l'origine du schisme protestant. Deux ans plus tard, le très jeune roi d'Espagne (qui règne également sur le royaume de Naples et une grande partie du monde connu) est élu Empereur sous le nom de Charles Quint.  A l'instar de ses deux sujets précédemment cités, il espérera également et en vain une réforme de l'Eglise et une réconciliation pacifique entre catholiques et protestants avant de devoir devenir le bras armé du Catholicisme.
L'oratoire de l'Amour divin, nouvelle congrégation, fut approuvé par Clément VII dès 1524. L'un de ses compagnons, Giovanni Pietro Carafa (futur pape sous le nom de Paul IV), en fut le premier supérieur. Évêque de Chieti (qui se prononce Theate en latin), il est à l'origine du nom que la congrégation a porté par la suite. 
L'ordre des Théatins prit les apôtres pour modèles et contribua puissamment à la réforme des mœurs au XVIe siècle. Les premières maisons de la congrégation furent fondées à Naples en 1533 (basilique San Paolo Maggiore) mais aussi en 1540 à Venise, patrie du fondateur.
En 1539, un prêtre Espagnol, Ignace de Loyola fonde avec quelques compagnons la Compagnie de Jésus pour défendre l'Église catholique et plus particulièrement la papauté. Le pape Paul III convoque enfin un concile en 1545. Martin Luther meurt en 1546. En avril 1547, les armées de l'empereur et roi Charles Quint défont celles des princes protestants à la Bataille de Mühlberg. Cependant, la Paix d'Augsbourg consacre le morcellement religieux du Saint-Empire. Après avoir subi de nombreuses difficultés en dépit du succès de ses fondations, Gaétan de Thiène meurt à Naples le 7 août 1547 à l'âge de 67 ans. Ses restes reposent à la basilique Saint-Paul-Majeur de Naples. Quelques années plus tard, l'empereur et roi Charles Quint abdique et se retire en Espagne.

## Culte
Gaétan de Thiène est béatifié en 1629 par le pape Urbain VIII et canonisé le 12 avril 1671 par le Pape Clément X, en même temps que Rose de Lima, François Borgia, Louis Bertrand et Philippe Benizi. Il est célébré le 7 août (jour de sa montée au Ciel). Il est le protecteur des théatins, des chômeurs et demandeurs d'emploi. 
En Argentine, saint Gaétan (san Cayetano) est le patron des travailleurs. Tous les 7 août, à Buenos Aires, les abords de l'église Saint-Gaétan sont fréquentés par des centaines de personnes qui cherchent du travail.

## Gaétan dans l'art
peinture
- saint Gaétan, 1652, Salvator Rosa, musée national d'art médieval et moderne de la Basilicate (it), Matera
- saint Gaétan devant la sainte Famille, 1660, Andrea Vaccaro, musée du Prado, Madrid.
- saint Gaétan réconfortant un mourant, 1704, Sebastiano Ricci, Pinacothèque de Brera, Milan.
- Extase de saint Gaétan de Thiène, 1725, Francesco Solimena, Basilique San Paolo Maggiore, Naples.
- saint Gaétan de Thiène, Giambattista Tiepolo, de 1710 à 1736, musée national des Beaux-Arts, Rio de Janeiro
- Apothéose de saint Gaétan, 1757, Giambattista Tiepolo, église Maria Maddalena de Ranpazzo, Camisano Vicentino
- saint Gaétan recevant l'Enfant Jésus, Filippo Maria Galletti, église saint Gaétan de Brescia.
- gloire de saint Gaétan présenté à la Trinité, Filippo Maria Galletti, église Saints-Michel-et-Gaétan, Florence.
- Vision de la Vierge à saint Gaétan, 1882, Pietro Gagliardi, église Saint-Gaétan-de-Thiene d'Hamrun.

sculpture
- statue de saint Gaétan, Balthasar Permoser, église Saints-Michel-et-Gaétan, Florence.

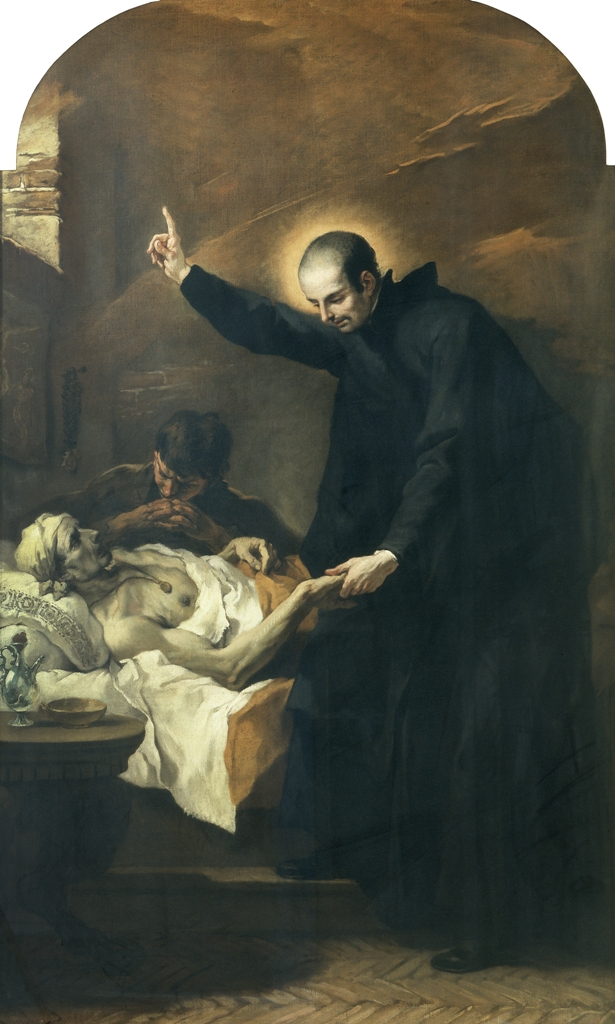
saint Gaétan réconfortant un mourant, Ricci
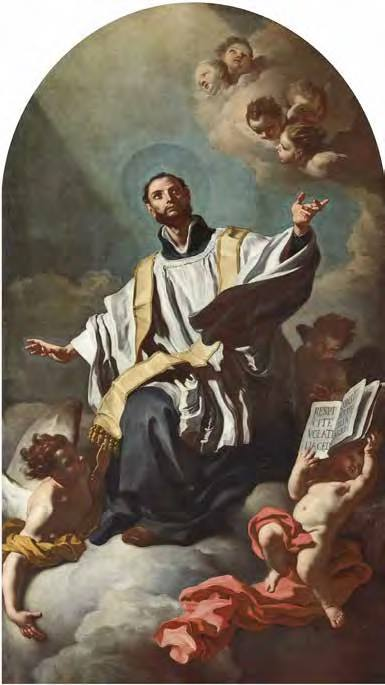
Extase de saint Gaétan, Solimena
saint Gaétan de Thiène, Tiepolo
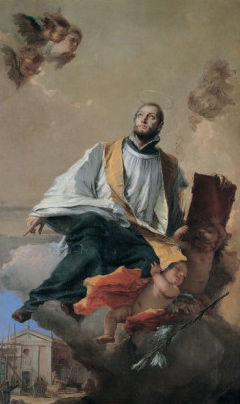
Apothéose de saint Gaétan, Tiepolo
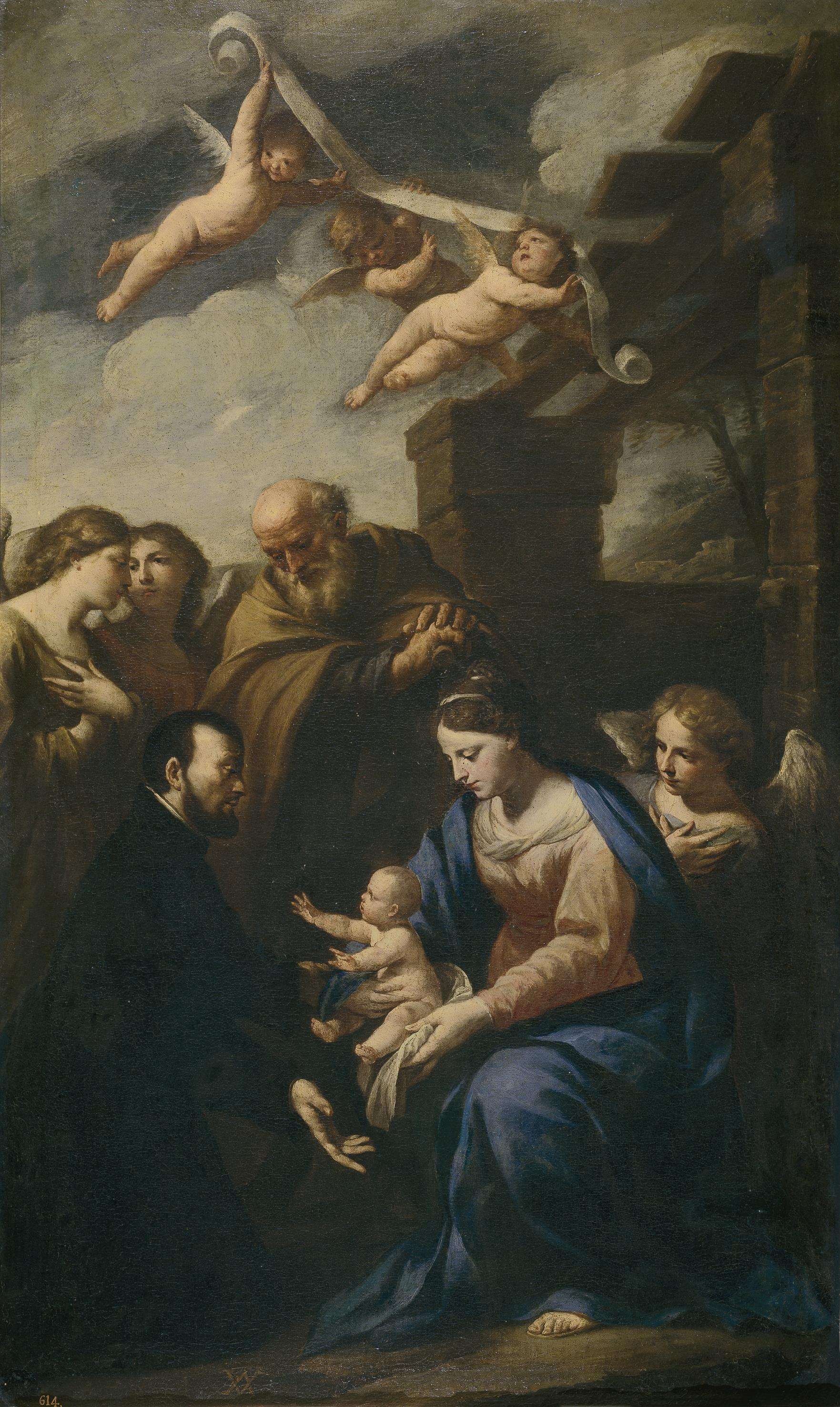
saint Gaétan  devant la sainte Famille, Vaccaro